# Ecuazarida recondita
Ecuazarida recondita är en insektsart som beskrevs av Nischk och D. Otte 2000. Ecuazarida recondita ingår i släktet Ecuazarida och familjen syrsor. Inga underarter finns listade i Catalogue of Life.